# Смбат I Багратуни
Смбат I Багратуни (арм. Սմբատ Ա Բագրատունի) — старший член дворянской семьи Багратидов. Он был правителем Спера (район в Высокой Армении, известный золотом).
Единственное упоминание о Смбате I относится к 314 году, когда ему было дано звание аспета. Армянский историк 5-го века Моисей Хоренский ему приписывает еврейское происхождение. Император Византии Константин VII Багрянородный его корни относит к Иудейским царям — считая его потомком царя Давида и Соломона.
У него был один сын — Баграт I, по имени которого династия стала зваться Багратидами.